# Tolkmicko
Tolkmicko (Duits: Tolkemit) is een stad in het Poolse woiwodschap Ermland-Mazurië, gelegen in de powiat Elbląski. De oppervlakte bedraagt 2,28 km², het inwonertal 2766 (2005).

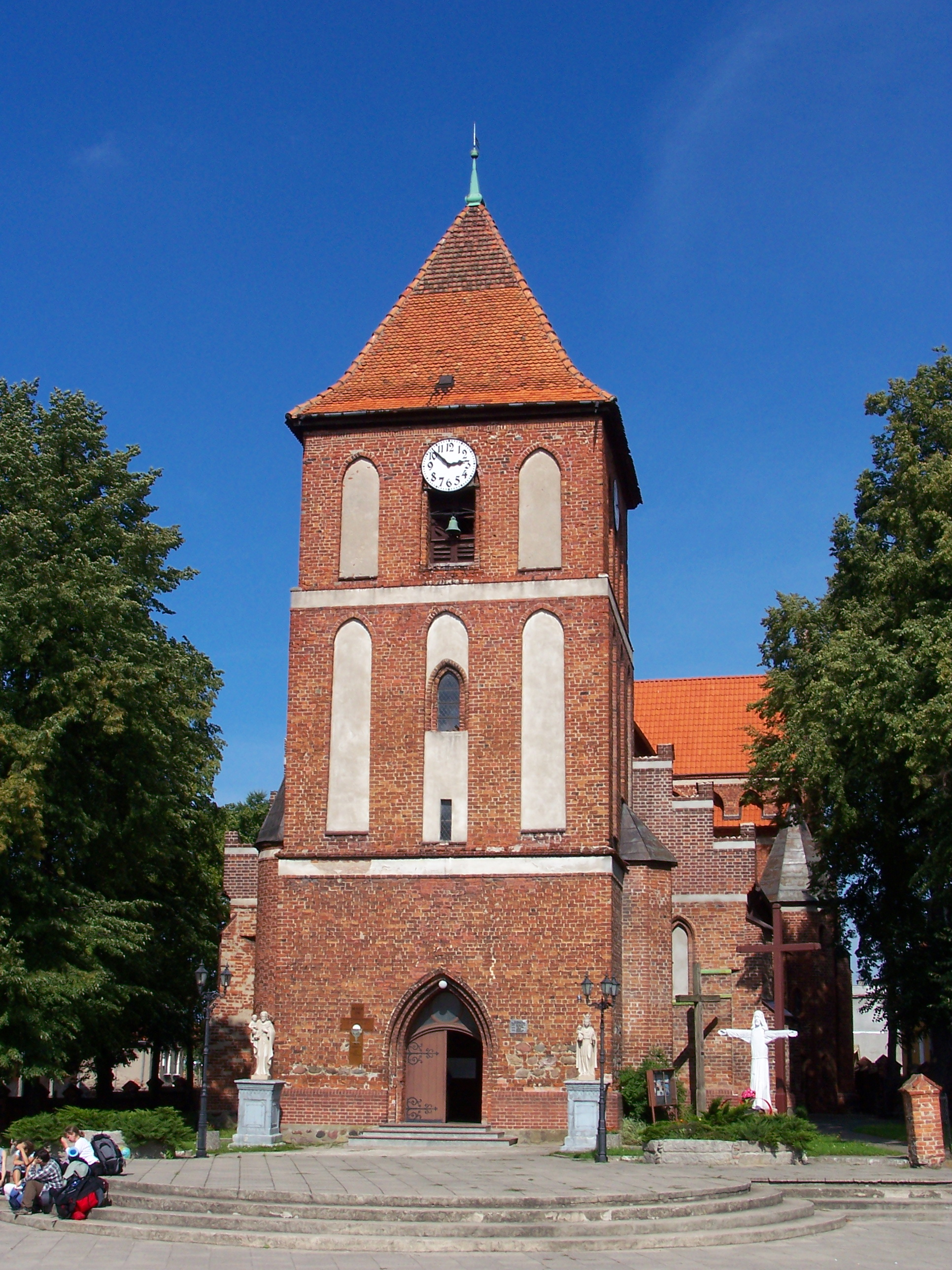
Tolkmicko